# شمس‌الدین کرمانی
شمس‌الدین کرمانی (۷۱۷ تا ۷۵۶ ه‍. ق) عالم دینی مسلمان سنی و ایرانی بود. وی تفسیری بر صحیح بخاری نوشته‌است.